# Komarów (rejon kamieński)
Komarów (ukr. Комарове) – wieś na Ukrainie, w obwodzie wołyńskim w rejonie kamieńskim. Liczy 736 mieszkańców.
Do 2020 w rejonie maniewickim.